# Sender Rührberg
Der Sender Rührberg ist ein Füllsender für Hörfunk im Nordwesten der Gemarkung des Rheinfelder Stadtteils Herten. 

## Lage
Der Sender befindet sich etwa 500 Meter östlich von dem zu Grenzach-Wyhlen gehörenden Weiler Rührberg und etwa 3 Kilometer nordwestlich  von Herten auf einer Wiese neben der evangelischen Familienferienstätte Rührberg und auf einer Höhe von etwa 536 m ü. NHN. Auf diesem Gelände unterhält auch der Waldorfkindergarten Nollingen Räumlichkeiten. Nur 2 Kilometer nordwestlich befindet sich der Fernsehturm St. Chrischona und nur 100 Meter nordwestlich steht ein ungenutzter privater Funkmast aus den 1970er-Jahren.

## Anlage
Es kommt ein freistehender Stahlfachwerkmast als Antennenträger zum Einsatz. Von hier aus wird – zusammen mit dem Sender Lörrach – das Dreiländereck mit den Städten Basel, Lörrach und Weil am Rhein mit dem Rundfunkprogramm Radio Seefunk versorgt.
Folgendes Hörfunkprogramm wird vom Sender Rührberg auf UKW abgestrahlt:
| Hörfunkprogramm | Frequenz  | ERP    |
| --------------- | --------- | ------ |
| Radio Seefunk   | 103,1 MHz | 5,0 kW |